# Avenida 68 (estación)
La estación sencilla Avenida 68 hace parte del sistema de transporte masivo de Bogotá llamado TransMilenio, el cual fue inaugurado en el año 2000.

## Ubicación
La estación está ubicada en el noroccidente de la ciudad, más específicamente en la Avenida Medellín entre carreras 68C y 68H. Se accede a ella a través de un puente peatonal ubicado sobre la Carrera 68C en el costado norte y la Avenida Carrera 68 en el costado sur.
Atiende la demanda de los barrios Julio Flórez, Las Ferias y sus alrededores.
En las cercanías están el almacén éx!to Calle 80, el almacén Homecenter Calle 80, el Centro Comercial Cafam de la Floresta, Centro Comercial Metrópolis, el Instituto Técnico Distrital Juan del Corral, la Institución Educativa Distrital Magdalena Ortega de Nariño y la Institución Educativa Distrital República de Bolivia.

## Origen del nombre
La estación recibe su nombre de la Avenida Carrera 68. También llamada Avenida del Congreso Eucarístico, es una importante vía que conecta el sur con el norte de Bogotá.

## Historia
En el año 2000 fue inaugurada la fase I del sistema TransMilenio, desde el Portal 80, hasta la estación Tercer Milenio, incluyendo la estación Avenida 68.

## Servicios de la estación

### Servicios troncales
| Tipo                                | Rutas al Norte | Rutas al Noroccidente | Rutas al Sur |
| ----------------------------------- | -------------- | --------------------- | ------------ |
| Ruta fácil                          |                | 6                     | 6            |
| Expresos todos los días todo el día | B10            | D10D22                | G22          |
| Expresos lunes a sábado todo el día |                | D20D21                | H20H21       |

### Servicios duales
| Tipo                             | Rutas al Occidente | Rutas al Oriente |
| -------------------------------- | ------------------ | ---------------- |
| Dual lunes a domingo todo el día | D81                | L81              |

### Esquema
| ← Occidente |         |             |
| D10D22D81   | 6D20D21 | Carrera 68C |
| Vagón 2     | Vagón 1 | Puente      |
| G22H21L81   | 6B10H20 | Carrera 68C |
| Oriente →   |         |             |

### Servicios urbanos
Así mismo funcionan las siguientes rutas urbanas del SITP en los costados externos a la estación, circulando por los carriles de tráfico mixto sobre la Calle 80, con posibilidad de trasbordo usando la tarjeta TuLlave:
| Código | Sector                | Dirección      | Rutas     |
| ------ | --------------------- | -------------- | --------- |
| 419A04 | D Estación Avenida 68 | AC 80 - KR 68C | Sin rutas |
| 558A03 | D Estación Avenida 68 | AC 80 - KR 68D | Sin rutas |

## Ubicación geográfica
| Noroeste: Barrios Unidos | Norte: C Niza - Calle 127 | Nordeste: Barrios Unidos |
| Oeste: D Ferias          |                           | Este: N Calle 98         |
| Suroeste: Barrios Unidos | Sur: N Calle 80           | Sureste: D Carrera 53    |